# Melcart
Melcart o Melicertes, també Melqart o Melkart, ("rei de la ciutat", Baal de Tir) era el déu principal de la ciutat fenícia de Tir. També fou un déu de gran importància a la colònia de Tir, Cartago. És el déu de la colonització i de la protecció dels viatges amb vaixell i se li atribueixen la civilització de les tribus salvatges de costes llunyanes, la fundació de colònies fenícies i la introducció de la llei i l'ordre entre els humans. En diverses restes arqueològiques, entre les quals destaquen les monedes, sovint se'l representa cavalcant un hipocamp. En l'era tardana de la civilització fenícia, també se'l considerava el déu del sol que es troba en unió amb les forces benigna i maligna del cel (Baal i Moloc), que alleuja l'hostilitat entre ambdós signes zodiacals i que, per tant, redueix l'efecte del fulgor solar i dels freds hivernals. És per això que en el seu altar havia de cremar permanentment un foc.
Cada dia, l'esquiva Astarte el segueix fins que ell la troba en un punt remot d'occident i es casen, matrimoni que duu la perdició de la dea i la transformà en la dolça Aixera. El seu temple, descrit i admirat per Heròdot, es trobava en un illot davant de la costa de Tir. Els grecs l'anomenaven Μελικέρτης (Mĕlĭkertēs) i el comparaven amb Hèrcules.
Un altre temple important del culte a Melcart es trobava a Cadis, més concretament a l'illot de Sancti Petri, en què, segons la llegenda, Aníbal feu el famós jurament d'odi etern als romans abans de marxar cap a Sagunt i iniciar la Segona Guerra Púnica, tot i que també hi ha qui creu que aquest jurament el va fer de petit a Cartago. Els almoràvits van destruir-lo l'any 1146, buscant-ne el tresor, i damunt hi van construir el castell de Sancti Petri.